# Q10
《Q10》은 2010년 10월 16일부터 12월 11일까지 NTV 계열에서 토요 드라마 시간대에 방송된 텔레비전 드라마이다.
사토 다케루가 주연, 기자라 이즈미가 각본을 맡았다. 사토 다케루는 이 드라마가 황금 시간대 연속극 첫 주연이며, 기자라가 이 시간대 드라마의 각본을 맡은 것은 《노부타 프로듀스》 이래 5년 만이다. 캐치프레이즈는 ‘내가 사랑한 전학생은 로봇이었다.’

## 줄거리
평범한 고등학교 3학년 후카이 헤이타는 어느 날 과학 실습실에서 여자 아이 모습을 한 로봇을 작동시킨다. 헤이타로 인해 'Q10'(큐토)라는 이름을 얻은 로봇은 헤이타를 통해 인간에 대해 배우고, 학습하기 시작한다...

## 출연진
- 후카이 헤이타 - 사토 다케루
- Q10/규토 가렌 - 마에다 아쓰코
- 쿠보 타케히코 - 이케마츠 소스케
- 야마모토 다미코 - 렌부쓰 미사코
- 가게야마 사토시 - 가쿠 겐토
- 후지오카 마코토 - 에모토 도키오
- 가와이 에미코 - 다카하타 미쓰키
- 나카오 준 - 호소다 요시히코
- 후지노 쓰키코 - 후쿠다 마유코
- 오가와 오토즈레 - 다나카 유지(폭소문제)
- 기시모토 미치로 - 오노 다케히코
- 후카이 다케히로 - 미쓰이시 겐
- 후카이 호나미 - 니시다 나오미
- 후카이 지아키 - 마쓰오카 리나코
- 야나기 구리코 - 야쿠시마루 히로코

## 주제가
- 다카하시 유 〈혼토노 기모치〉

## 삽입곡
- 지로스 〈센조오 시라나이 고도모타치〉 (제1화)
- 하시다 노리히코와 슈베르츠 〈가제〉 (제3화)
- 사카이 마사아키 〈사라바 고이비토〉 (제6화)
- 안 루이스 〈굿바이 마이 러브〉 (최종화)